# Vulpea și câinele (film)
Vulpea și câinele (în engleză The Fox and the Hound) este un film de animație americane în regia lui Ted Berman, lansat în 10 iulie 1981. Este bazează pe roman omonimă de Daniel P. Mannix.
Este al 24-lea film din seria de filme animate Disney, serie care a început în 1937 o dată cu Albă ca Zăpada și cei șapte pitici, și filmul de animație clasică cu cele mai importante încasări din toate timpurile. În rolurile principale sunt Kurt Russell, Mickey Rooney, Pearl Bailey, Pat Buttram, Sandy Duncan, Richard Bakalyan, Paul Winchell, Jack Albertson, Jeanette Nolan, John Fiedler, John McIntire, Keith Coogan, și Corey Feldman.
O continuare, Vulpea și câinele 2 (engleză The Fox and the Hound 2), a fost lansată pe DVD pe 12 decembrie 2006.

Afișul în limba engleză al filmului

## Personaje și voci
- Tod...Mickey Rooney
- Copper...Kurt Russell
- Big Mama...Pearl Bailey
- Amos Slade...Jack Albertson
- Vixey...Sandy Duncan
- Widow Tweed...Jeanette Nolan
- Chief...Pat Buttram
- Viezure...John McIntire
- Porcupine...John Fiedler
- Dinky...Richard Bakalyan
- Boomer...Paul Winchell
- Pui Tod...Keith Coogan
- Pui Copper...Corey Feldman

## Cântece din film
1. "The Best of Friends"
2. "Lack of Education"
3. "A Huntin' Man"
4. "Goodbye May Seem Forever"
5. "Appreciate the Lady"

## Titluri în alte limbi
- arabă: الثعلب والكلب (Āl-ṯaʿlab w āl-kalb)
- chineză: 狐狸与猎狗 (Húli yǔ Liègǒu)
- coreeană: 토드와 코퍼 (Todŭ oa K'op'ŏ/Tod și Copper)
- daneză: Mads og Mikkel
- franceză: Rox et Rouky
- greacă: Η αλεπού και το λαγωνικό (I alepú ke to lagonikó)
- germană: Cap und Capper
- italiană: Red e Toby - Nemiciamici
- japoneză: きつねと猟犬 (Kitsune to Ryōken/Vulpea și copoiul)
- norvegiană: Todd og Copper: To gode venner (Doi prieteni buni)
- poloneză: Lis i Pies
- portugheză: Papuça e Dentuça (Portugalia)/O Cão e a Raposa (Brazilia)
- spaniolă: Tod y Toby
- suedeză: Micke och Molle
- thailandeză: เพื่อนแท้ในป่าใหญ่